# Snow Flower and the Secret Fan
Pour plus de détails, voir Fiche technique et Distribution.
Snow Flower and the Secret Fan est un film américano-chinois réalisé par Wayne Wang, sorti en 2011.

## Synopsis
Au XIXe siècle, Fleur de neige et Lily forment un laotong. Un homme les loge et est chargé d'arranger leur mariage.
De nos jours, leurs descendantes, Sophia Liao et Nina Wei sont devenues amies.

## Fiche technique
- Titre : Snow Flower and the Secret Fan
- Réalisation : Wayne Wang
- Scénario : Angela Workman, Ron Bass et Michael Ray d'après le roman de Lisa See
- Musique : Rachel Portman
- Photographie : Richard Wong
- Montage : Deirdre Slevin
- Production : Wendi Murdoch et Florence Sloan
- Société de production : IDG China Media
- Pays :  États-Unis et  Chine
- Genre : Drame et historique
- Durée : 104 minutes
- Dates de sortie : 
  -  États-Unis : 15 juillet 2011

## Distribution
- Li Bingbing : Nina / Lily
- Jun Ji-hyun : Fleur de neige / Sophia
- Vivian Wu : la tante
- Russell Wong : le patron de la banque
- Archie Kao : Sebastian
- Coco Chiang : Anna
- Yun Hu-qing : Mme. Liao
- Shiping Cao : M. Wei
- Ruijia Zhang : Mme. Wei
- Tang Ying : Madame Wang
- Chen Tao : Da Lang
- Feihu Sun : maître Lu
- Zhong Lü : Mme. Lu
- Mian Mian : Claire
- Xiaolin Lü : Yong Gang
- Zhoubo Fang : M. Liao

## Accueil
Le film a reçu un accueil mitigé de la critique. Il obtient un score moyen de 42 % sur Metacritic.